# Kasteel Oud-Wulven
Kasteel Oud-Wulven was een kasteel in de gemeente Houten. Het heeft gestaan langs de Oud Wulfseweg, enkele honderden meters ten noorden van de wijk De Gaarde, nabij de huidige boerderij Jeanetteoord.
Vermoedelijk was kasteel Oud-Wulven een mottekasteel rond het jaar 1200. Van het mottekasteel is bekend dat in de jaren na de Tweede Wereldoorlog brandsporen van een houten bouwwerk zijn gevonden. Tegelijkertijd werden kloostermoppen gevonden van de toren van het tweede kasteel. Dit tweede kasteel is ergens rond 1250 gebouwd. Het gebied werd in die tijd ontgonnen door de aanleg van de Oudwulfse Wetering.

## Herbouw kasteel
In 1634 wordt de ambtsheerlijkheid Oud-Wulven en Waaijen gekocht door Johan van Toll. Hij laat een nieuw landhuis bouwen en schuift er grond tegenaan, waardoor het lijkt of het huis op een heuvel staat. Dit is in 1640 gereed. Het landhuis/kasteel is een woonhuis van twee etages met een toren en in de heuvel een soort kelder. Een gedeelte van het kasteel heeft dienstgedaan als gevangenis. Tegelijkertijd werd er een hofstede gebouwd dat tegenwoordig in een andere vorm nog bestaat.
In 1790 komt het huis in bezit van de familie Testas. Het huis ondergaat een verbouwing. De verdieping, zolder en torenkoepel worden afgebroken. De zolder van het nieuwe dak wordt als duivenhok in gebruik genomen. De naastgelegen boerderij neemt in de 19e eeuw de taak van woonhuis over. Bewoner Charles Testas komt er in 1906 te wonen, na woningruil met zijn vader. Zijn drie auto's staan geparkeerd in de stal van het koetshuis. 
In 1910 verkoopt Testas het landgoed aan de Vereniging Hulp voor Onbehuisden uit Amsterdam. Tot 1924 worden op Oud-Wulven dakloze meisjes opgevangen en voorzien van een opleiding. Gedurende de Eerste Wereldoorlog wordt het landgoed ontruimd. Vanwege de kringenwet is dit mogelijk en wordt er gezorgd voor vrij uitzicht vanuit Fort bij 't Hemeltje door het bos op het landgoed grotendeels te kappen. 
Het voormalige landgoed Oud-Wulven wordt sinds 1925 bewoond door particulieren. In 1939 is het huis Oud-Wulven vervallen. Er wordt een restauratieplan opgesteld, maar vanwege de Tweede Wereldoorlog wordt dit niet uitgevoerd. In 1947 start dan toch de restauratie. Door een storm in de nacht van 29 op 30 maart 1947 waait de toren om en valt deze door de gewelven van het huis. Besloten wordt om Oud-Wulven te slopen. In 1957 worden de laatste resten gesloopt. Op de plek van het voormalige buitenhuis is tegenwoordig een particuliere tuin.

## Bekende bewoners
- Johannes Rothe - profetisch prediker
- Nicolaas Mattheus van der Noot de Gietere  - directeur-generaal West Indische Compagnie
- Charles François Testas – autopionier

## Trivia
- Vanuit het kasteel naar de naastgelegen boerderij zou een geheime tunnel lopen. Volgens de overlevering zou deze tunnel zijn ingestort en in de bodem van het landgoed te vinden moeten zijn.
- In de gevel van het Gemeentehuis van Houten bevindt zich een gerestaureerde poort van Oud-Wulven.

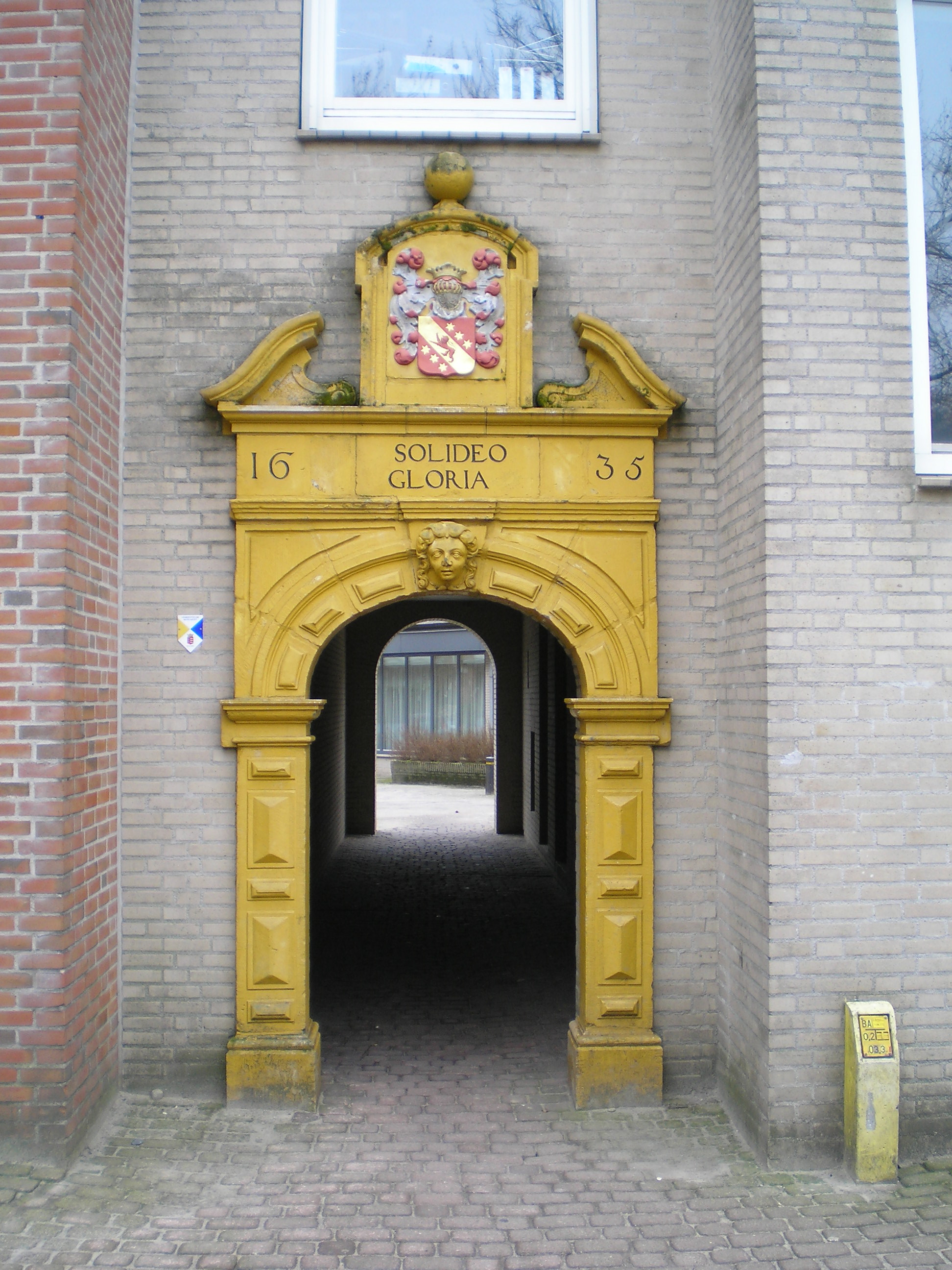
Oudenpoort van Kasteel Oud-Wulven in de gevel van Gemeentehuis Houten in Nederland

Kasteel Ter Aa (Breukelen) ·
Aastein ·
Slot Abcoude ·
Amaliastein ·
Nieuw-Amelisweerd ·
Oud-Amelisweerd ·
Kasteel Amerongen ·
Kasteel Batestein (Harmelen) ·
Kasteel Batestein (Vianen) · 
De Beest ·
Bergestein ·
Beverweerd ·
Blasenburg ·
Blikkenburg ·
Blommesteyn ·
Bolenstein ·
Bolsweerd ·
Bottestein ·
Kasteel Broekhuizen ·
Bruinenburg ·
Huis Cammingha ·
Clarenborg ·
Coelhorst ·
De Batau ·
Dompselaer ·
Huis Doorn ·
Drakenburg (kasteel) ·
Drakensteyn ·
Kasteel Duurstede ·
Huis Ter Eem ·
Eijkelenburg ·
Emmickhuizen ·
Den Engh ·
Essenstein ·
Everstein (Everdingen) ·
Everstein (Jutphaas) ·
Den Eyck ·
Galesloot ·
Kasteel Geerestein ·
Gildenborgh ·
Kasteel Ten Goye ·
Grauwert ·
Grijpestein ·
Groenestein (Langbroek) ·
Kasteel Groeneveld (Baarn) ·
Groenewoude (Woudenberg) ·
Gunterstein ·
Kasteel de Haar ·
Kasteel Hagestein ·
Hamtoren ·
Kasteel Hardenbroek ·
Huis Harmelen ·
Ridderhofstad Heemstede ·
Kasteel Heemstede ·
Heimenberg ·
Heimerstein ·
Huis Herlaar ·
Ter Heul ·
Heulestein ·
Hindersteyn ·
Kasteel Ter Horst (Achterberg) ·
Isselt ·
Kasteel IJsselstein ·
Jagenstein ·
Kersbergen ·
Killestein ·
Kronenburg (kasteel) ·
Kasteel Levendaal ·
Lichtenberg (Woudenberg) ·
Lievendaal (Amerongen) ·
Landgoed Linschoten ·
Kasteel Linschoten ·
Lockhorst ·
Kasteel Loenersloot ·
Kasteel Lunenburg ·
Huis Maarsbergen ·
Marckenburg ·
Ter Meer ·
Ter Mey (Haarzuilens) ·
Huis te Mijdrecht ·
Huis te Mijnden ·
Kasteel Moersbergen ·
Kasteel Montfoort ·
Natewisch ·
Te Nesse ·
Kasteel Nijenrode ·
Nijenstein ·
Nijeveld ·
Noordwijk (Langbroek) ·
Huis te Oosterwijk ·
Oostwaard (Utrecht) ·
Op de Bol ·
Oud-Broekhuizen ·
Ridderhofstad Oudaan ·
Huis Oudegein ·
Oudenhorst ·
Plettenburg (kasteel) ·
Huis De Polle ·
Prattenburg ·
Kasteel Putkop ·
Randenbroek (park) ·
Remmerstein ·
Kasteel Renswoude ·
Rhijnauwen ·
Kasteel Rhijnestein ·
Huis Riebeek ·
Kasteel Rijnenburg ·
Rijnestein ·
Rijneveld ·
Kasteel Rijnhuizen ·
Rijningen ·
Huis Rijnsweerd ·
Rijpickerwaard · 
Kasteel Rijsenburg ·
De Roetert ·
Rumelaar ·
Kasteel Ruwiel ·
Royestein ·
Kasteel Sandenburg ·
Kasteel Schalkwijk ·
Kasteel Schonauwen ·
Schurenburg ·
Snaafburg ·
Snellenburg ·
Paleis Soestdijk ·
Steenhuis (Lopik) ·
Kasteel Sterkenburg ·
Stormerdijk ·
Landgoed Stoutenburg ·
Ten Massche ·
Valkenburg (Rhenen) ·
Huis te Velde ·
Kasteel Veldenstein ·
Hofstede te Vliet ·
Huis te Vleuten ·
Huis te Vliet (Lopik) ·
Huis te Vliet (Oudewater) ·
Vogelpoel ·
Huis te Voorn ·
Vredelant ·
Vronestein ·
Vuijlcop ·
Kasteel Walenburg ·
Wayenstein (Amerongen) ·
Kasteel Weerdenburg ·
Weerdesteyn ·
Weerestein ·
Hof ter Weyde ·
Wickenburgh ·
Wijnestein ·
Wiltenburg (Utrecht) ·
Kasteel van Woerden ·
Huis Woudenberg ·
Huis te Woudenberg (I) ·
Huis te Woudenberg (II) ·
Wulven ·
Kasteel Oud-Wulven ·
Wulvenhorst ·
Slot Zeist ·
Kasteel Zuilenburg ·
Zuileveld ·
Slot Zuylen ·
Huis Zuylenstein